# 野中あんり
野中 あんり（のなか あんり、1988年11月25日 - ）は、日本の元AV女優。ジーアースエンターテイメント（クルーズグループ）所属。

## 略歴・人物
- 2007年にロリ系女優としてAVデビュー。
- 2011年4月27日、OFA☆21のメンバーとして『LOVE☆LIMIT～卒業までのカウントダウン』でCDデビューをはたす。
- 2012年3月28日、自身のブログにて3月いっぱいをもって引退を発表。Twitterアカウントも削除される。

## 出演作品

### アダルトビデオ
※撮りおろし作品(大人数出演のオムニバス作品を除く)のみ
2007年
- C学生 僕の妹 〜シスターラブ〜 (6月1日、プレステージ)
- THE MASTER OF ニーソックス 3 (7月20日、エッチアールシー)オムニバス作品 他出演:中里めぐみ、矢口もえ、橘流菜
- 高貴美少女学園 10 (8月1日、プレステージ)
- じゅーだいいえで体験記 83 (8月1日、プレステージ)
- 首都圏 援交20 (8月1日、フルセイル)　※「Aちゃん」名義
- 制服美少女と性交 (8月5日、ドリームチケット)
- Jenny 2 (9月21日、プレステージ)
- 未成年 初ヌード 水泳部・あんり (9月6日、eighteen)
- 美少女ラブ (9月6日、アキノリ)
- 制服美少女 (9月7日、シャッフル)
- REAL 女子校生 Vol.7 あんり 18歳 (9月28日、笠倉出版社)
- 美乳吸引クリニック (10月2日、ナチュラルハイ)共演:小笠原愛、渡瀬安奈
- ブルマロリータ 痴漢バス (10月12日、I.B.WORKS)共演:園原みか
- 性虐DOLL 01 (10月26日、笠倉出版社)
- みるく (11月19日、みるきぃぷりん♪)
- HIGHSOCKS SCHOOLGIRL プレミアム (12月1日、笠倉出版社)オムニバス作品 他出演:鮎川なお、北田優歩

2008年
- 銭湯輪姦中出し (1月16日、LOTUS)共演:ナツキ
- ラブコメすたいる (1月17日、イフリート)
- 中○生 ゴム無し受精 (1月25日、フラットコーポレーション)共演:加護範子
- 極イカセ (1月31日、笠倉出版社)オムニバス作品 他出演:鮎川なお、北田優歩
- 電マ大開脚 (2月1日、NEEDS)オムニバス作品 他出演:南原香織、香月藍、夏川るい、北田優歩 他
- 「家庭教師が美少女にした事の全記録」 隠撮カメラ FILE 13 (2月7日、グローリークエスト)
- 「家庭教師が少女に悪戯した映像」 (2月27日、フラットコーポレーション)
- 立ちんぼロマンチカ 2 (3月6日、グロリークエスト)　※「あんり」名義
- 痴ロル 07 (3月12日、プレステージ)　※「Anri」名義
- ハメ★チェキ! 〜中出し×放尿〜 (3月21日、h.m.p)
- 美人の身体的コンプレックスを、じっくり弄って羞恥責めしたらビックリするほど濡れた (4月17日、SODクリエイト)オムニバス作品 他出演:福澤怜、上原結衣、本木優美
- 競泳水着が大好きだ (4月25日、VIP)オムニバス作品 他出演:広瀬ゆな、一ノ瀬あきら
- イモウトコントロール (4月30日、JUMP)
- ロリギャル 2 〜即アポ モバイル援交〜 (5月16日、GLAY'z)オムニバス作品 他出演:青山ひかる ※「あんり」名義
- Dorothy DAISY 21 (5月23日、プレステージ) ※「アンリ」名義
- 媚薬FUCK (6月14日、隼エージェンシー)オムニバス作品 他出演:赤西涼、ほしのまき、永瀬あき、涼華りょう、星優乃、松野ゆい
- 逆ナンパ女子校生 (6月14日、隼エージェンシー)オムニバス作品 他出演:純名もも、石黒沙良、永瀬あき、MARIMO、小峰ミサ
- こすり愛 (6月15日、ワープエンタテインメント)共演:三津谷蘭
- ロリレイプ 3 (7月19日、ミスター・インパクト)オムニバス作品 他出演:つぼみ、小日向しおり、MARIMO、仲川咲姫
- 超敏感美乳BODYスペシャル (8月7日、ナチュラルハイ)共演:伊藤青葉、河愛杏里
- レズの華が咲く頃。 vol.1 (8月8日、U&K)共演:七咲楓花
- 濡れたJK 3 (8月25日、しのだプロジェクト)オムニバス作品 他出演:宮下まい、芽衣奈、加護範子、美瀬純、風谷音緒
- インモラル天使 (9月1日、シネマジック)
- 少年調教おちんぽ凌辱同性愛 (9月19日、CROSS)共演:伊藤青葉
- 「ツインテールロリータコレクション4時間」 (9月26日・I.B.WORKS)他出演:加護典子、加護由衣、姫野杏、田宮心美、桐川みら、吉岡真希
- ロリっ娘パイパン美少女学園 2 (10月19日、イエロー)共演:七咲楓花、一戸のぞみ、小森もも
- 平成美少女と濃厚交尾 (10月20日、スターパラダイス)オムニバス作品 他出演:小栗杏菜、長谷川リオ、伊藤青葉、赤坂れい
- ボクはネットアイドル (11月7日、ケー・ティー・ファクトリー)
- 居残り体育授業 運動オンチな女子校生 (11月22日、ケー・ティー・ファクトリー)
- 露出 V (12月19日、ミスター・インパクト)共演:大崎ちわ
- 競泳彼女 3 (12月25日、しのだプロジェクト)オムニバス作品 他出演:大塚ひな、加護範子、岩崎彩菜、山咲奈々美、水森あおい、吉沢みなみ、宝月ひかる

2009年
- 平成生まれ限定会員制超高級中出しロリソープ (1月16日、マキシング)
- 愛液クチュクチュオナニー (5月22日、OFFICE K'S)オムニバス作品 他出演:相沢すみれ、菊川瑠璃、今村亜沙美、愛川ゆめこ
- 突然マ○コいじられ辱しめられちゃった私。 (5月25日、アロマ企画)オムニバス作品 他出演:西村アキホ、桜庭彩、河本愛、七咲楓花、鈴木千里、相馬あすか
- B.B.ボーイズに目覚めちゃった僕。 小悪魔編 3 (6月13日、アロマ企画)オムニバス作品 他出演:美花ぬりぇ、石川みずき、芹澤かなえ、さくら愛々、七咲楓花
- ハメゴロ file.02 (6月19日、U&K)
- 美少女のお下劣 マン穴ほじり (7月13日、アロマ企画)オムニバス作品 他出演:宝部ゆき、早乙女美奈子、茅ヶ崎ありす、河本愛
- 居残り体育授業 運動オンチな女子校生 (8月1日、ケー・ティー・ファクトリー)

2010年
- 微乳少女 (4月19日、ドグマ)
- 制服少女の接吻 (5月1日、ワンズファクトリー)
- 大学の授業中に痴漢され声も出せず絶頂する女子大生 (5月27日、ナチュラルハイ)オムニバス作品 他出演:宮下リカ、伊東麻央、橘ミオン ほか
- 女体いたぶり倶楽部05 (5月28日、GIGA)
- レズビアン覚醒 (6月13日、MOODYZ)共演:来栖ケイト、倖田李梨、真咲南朋
- 微乳 ゲロマチオ (6月19日、ドグマ)
- 微乳美少女敏感乳首 (6月25日、アロマ企画)オムニバス作品 他出演:姫乃杏樹、亜由美、木下あげは、西野小春
- 羞恥!男女混合看護実習 (7月8日、サディスティックヴィレッジ)共演:桜りお、優木あおい、栗咲桃子
- OLのアフター7シリーズ 20 就活中に説得されてAV出演しちゃうロリ系AカップOL未満 就活中女子学生以上/OL未満 (7月9日、アップス)
- TOHJIRO的 密室調教 微乳ペット (7月19日、ドグマ)
- 小悪魔JK 大胆パンチラコレクション 2 (8月13日、アロマ企画)オムニバス作品 他出演:水玉レモン、椎奈つばめ、矢沢るい、椿まひる、なのかひより、直嶋あい
- マッサージで感じちゃった私。 美少女編 (8月25日、アロマ企画)オムニバス作品 共演:水玉レモン 他出演:木下あげは、広瀬奏、みなみゆず、たかなし愛、綾女、相田まい、園田ユリア、川村典子
- 我マンできない角マンオナニスト (9月13日、マルクス兄弟)オムニバス作品 他出演:愛音まひろ、黒崎萌華、瀬奈涼、早乙女ルイ、妃悠愛、北条麻妃
- ブラック・あんり BITTER・HARD・CORE (9月19日、ドグマ)
- 修学旅行中のウブカワイイ○学生 (9月23日、V&Rプロダクツ) ※「ゆき」名義
- 禁断の刻印 (11月5日、アウダースジャパン)共演:水沢真樹、瀬奈涼、早乙女らぶ
- DOKIレズ 51 (11月5日、アウダースジャパン)共演:水沢真樹、瀬奈涼、早乙女らぶ
- スーパーヒロイン鬼畜大凌辱 チャージマーメイド完全版 (11月12日、GIGA)共演:姫乃えみり
- TOHJIROワールド M女メッシープレイ&メッシーFUCK (11月19日、ドグマ)オムニバス作品 他出演:七咲楓花、桃瀬えみる
- ツインテールで貧乳の女子校生は嫌いですか? あんり (12月10日、I.B.WORKS)
- 舐められ【放課後】倶楽部 ～レズビアンルーム～ (12月13日、アロマ企画)共演:早乙女ルイ、矢沢るい、月島うさぎ、大澤ちひろ、皆瀬ふう花
- レズビアン制服時代 (12月19日、アンナと花子)共演:水玉レモン

2011年
- 催眠女子寮-侵蝕- (1月1日、RMQプロジェクト)共演:あすかみみ、羽月希、水川葵
- 催眠女子寮-乱喰- (1月1日、RMQプロジェクト)共演:あすかみみ、羽月希、水川葵
- 催眠女子寮 ～集団催眠スペシャルseason4～ コレクターズBOX (1月1日、RMQプロジェクト)共演:あすかみみ、羽月希、水川葵
- 禁断の罠2 (1月7日、アウダースジャパン)共演:早乙女ルイ、鈴木ありす、大島みなみ
- DOKIレズ 53 (1月7日、アウダースジャパン)共演:早乙女ルイ 鈴木ありす、大島みなみ
- ムレムレブルマバス 2 (1月8日、ディープス)オムニバス作品 他出演:愛音まひろ、このは、鈴木なつ、くるみ
- 開かずの間浣腸 (1月20日、プールクラブ・エンタテインメント)共演:倉科さやか、丹野なつみ、本田わかな、辺見麻衣
- 貧乳ヌード 3 Acup限定 (1月20日、レイディックス)オムニバス作品 他出演:直嶋あい、楓乃々花
- コスプレ 魔法少女 (4月11日、TMA)オムニバス作品 他出演:絵色千佳、早乙女らぶ、朝倉ことみ、木下あげは
- 切裂 (5月2日、映天)オムニバス作品 他出演:くるみ、斉藤らむ、直嶋あい、真鍋紗愛
- 女教師レズフィスト (5月19日、LADY×LADY)共演:美咲結衣
- 射精するまでペニクリを離さないロリ痴女とニューハーフ 湯本千夏 (5月25日、TRANS CLUB)共演:湯本千夏、くるみ
- 幼誘監キメ狩り (6月1日、幼誘監本舗/妄想族)共演:くるみ
- 集団いじめ学級 あんり (6月4日、SODクリエイト)
- 淫交尻娘 2 ～エロ尻娘のドスケベ補習～ (6月25日、デジタルアーク)
- 拝啓、お兄ちゃん。 (7月1日、ワンズファクトリー)
- タッチハート!メルピュア (7月8日、GIGA)共演:京野ななか、愛音まひろ
- 激似 大●優子の講師も在籍する!! シャブられ予備校 ノドにアクメーション学院 (8月5日、NON)オムニバス作品 他出演:まりか、中川純、さとう遥希、芦屋美帆子、泉麻那
- 田舎通学バスでブラジャーするかしないか微妙な年頃の女子学生のポッチン乳首にイタズラ痴漢 (8月6日、ヒビノ)オムニバス作品 他出演:姫野ゆあ、高沢沙耶、山野真里、花村まほ
- 略奪愛レズビアン 娘の彼女を寝取る母親 (9月1日、U&K)共演:永井智美、真鍋紗愛
- 無垢なキミに犯されたい ボクはキミのM玩具 (9月5日、未来・フューチャー)
- 奴隷パーティー (9月7日、アタッカーズ)共演:鈴木きあら、上戸みなみ、七緒果帆、新城美稀、高沢沙耶、かなみ芽梨
- 性交クリニック 妄想拡大スペシャル (9月8日、SODクリエイト)共演:柏木ゆり、あかり優、前田陽菜、大堀香奈、上村香澄
- もうすぐ卒業だから… 学籍番号004 (9月23日、ワンダフル)
- ●学生 あんりちゃん 悶絶初アクメと中出しの記録 17 (9月25日、プラネットプラス)
- アキバ系ロ●ータ美少女メイドのM男調教 (10月5日、未来・フューチャー)
- 舐め娘 (10月20日、LADY×LADY)オムニバス作品 共演:前田陽菜 他出演:羽月希、川上ゆう、浅乃ハルミ、河合杏里、美緒みくる、玉川ルル
- 女子○○生 拉致監禁 13 制服少女の微乳性虐 (11月1日、ローグ・プラネット/妄想族ブラックレーベル)
- 貧乳○女 監禁中出し強姦 鬼畜拷問 あんり (11月11日、First Star)
- アキバ系ロ●ータ変態S美少女のM男いじり 8 (12月5日、未来・フューチャー)
- 縄・インモラル 微乳M女優 (12月19日、ドグマ)

2012年
- 美人お姉さんが丁寧な敬語でアナル責めながら手コキしてくれる (1月20日、ジャネス)オムニバス作品 他出演:大城かえで、芦屋美帆子、中居ちはる、蒼木マナ
- YOUNG&HIP (1月30日、MARRION)
- 同性少女愛 誰もが羨む美少女同士がよだれ潮まみれのオマ○コ同士でかなり激しいレズビアン!! (3月19日、極ロリCLUB/妄想族)オムニバス作品 他出演:つくし、愛音麻友、芹奈ゆき、琥珀うた、大槻ひびき、南あおい、くるみ
- VS. 野中あんり (3月25日、デジタルアーク)

他多数出演

### イメージビデオ
- REAL X REAL Xシリーズ/野中あんり (1月27日、ビーエムドットスリー)

### その他ビデオ
- 絶対に下着がみえない拾い方の研究と考察 (2012年、ポニーキャニオン)他出演:木村つな

### 映画
- 先生、おなか痛いです (2012年、深井朝子監督) - 主演

### 写真集
- 野中あんり初写真集「X & Lolita」 (2011年8月27日、彩文館出版、撮影:鯨井康雄)ISBN 978-4-7756-0508-0

### CSテレビ
スカパー！
- パラダイステレビ 東京女子アナ商会 (2010年11月 - ) - 女子アナウンサー役(レギュラー)

### WEB
- 今夜はみんなでOne for All (あっ!とおどろく放送局、2011年7月23日)